# مزرعة جغادو
مزرعة جغادو (بالفارسية: مزرعه چغادو) (بالإنجليزية: Mazraeh-ye Chaghadu)‏، قرية في قسم درزوسابيان الريفي، الناحية المركزية، مقاطعة لارستان، محافظة فارس، إيران. سُجلت في إحصاء عام 2006 ميلادية ولم تسجل أي معلومات عن عدد سكانها.